# Erenumab
Erenumab (tên thương mại Aimovig) là một loại thuốc nhắm vào thụ thể peptide liên quan đến gen calcitonin (CGRPR) để phòng ngừa chứng đau nửa đầu. Đây là lần đầu tiên trong nhóm các nhân vật phản diện CGRPR được FDA chấp thuận vào năm 2018. Đây là một hình thức trị liệu kháng thể đơn dòng trong đó các kháng thể được nuôi cấy đặc biệt được sử dụng để kích thích hệ thống miễn dịch của bệnh nhân tấn công các thụ thể cho protein CGRP, được cho là đóng vai trò chính trong việc bắt đầu chứng đau nửa đầu.

## Sử dụng trong y tế
Erenumab được phê duyệt để ngăn ngừa chứng đau nửa đầu ở người lớn.
Nó được quản lý bằng cách tiêm dưới da 70 hoặc 140 mg mỗi tháng một lần.

## Tác dụng phụ
Tác dụng phụ thường gặp là táo bón, ngứa, co thắt cơ, cũng như các phản ứng nhẹ và chủ yếu thoáng qua tại vị trí tiêm.

## Tương tác
Erenumab đã được chứng minh là không tương tác với ethinyl estradiol, norgestimate hoặc thuốc đau nửa đầu sumatriptan. Nhìn chung, nó có khả năng tương tác thấp vì nó không được chuyển hóa bởi các enzyme cytochrom P450.

## Dược lý

### Cơ chế hoạt động
Erenumab là một kháng thể đơn dòng được nhân hóa hoàn toàn, ngăn chặn thụ thể peptide liên quan đến gen calcitonin (CGRPR).

### Dược động học
Sau khi tiêm dưới da, erenumab có sinh khả dụng ước tính là 82%. Nồng độ trong huyết tương cao nhất đạt được sau bốn đến sáu ngày. Giống như các protein khác, chất này bị phân giải bởi sự phân giải protein thành các peptide và amino acid nhỏ. Nó có thời gian bán hủy là 28 ngày.

## Lịch sử

### Phát triển
Thuốc này được phát triển bởi Amgen Inc kết hợp với Novartis.
Trong thử nghiệm lâm sàng giai đoạn III, 955 bệnh nhân được chia thành ba nhóm theo tỷ lệ 1:1:1. Mỗi nhóm được tiêm dưới da hàng tháng với 0, 70 hoặc 140   mg erenumab trong khoảng thời gian 6 tháng. Kết quả được đo bằng số ngày đau nửa đầu trung bình hàng tháng trong các tháng 4, 5 và 6. Lúc ban đầu, bệnh nhân trải qua từ 4 đến 14 ngày đau nửa đầu mỗi tháng với trung bình là 8,3. Thuốc làm giảm đáng kể số ngày đau nửa đầu mỗi tháng xuống 3,2 ở nhóm 70 mg và 3,7 ở nhóm 140 mg, so với 1,8 ở nhóm giả dược (0 mg).

### Phê duyệt và tiếp thị
Cục Quản lý Thực phẩm và Dược phẩm Hoa Kỳ đã phê duyệt loại thuốc điều trị dự phòng chứng đau nửa đầu ở người lớn vào ngày 17 tháng 5 năm 2018. Giá niêm yết được báo cáo là 6,900 đô la Mỹ mỗi năm. Nó đã được cấp phép bởi Cơ quan Dược phẩm Châu Âu vào ngày 31 tháng 7 năm 2018  và đang được Viện Sức khỏe và Chăm sóc Sức khỏe Xuất sắc đánh giá vào Tính đến  tháng 9 năm 2018.